# Har Tur'an
Har Tur'an (hebrejsky: הר תרען, הר תורען nebo הר טורעאן) je hora o nadmořské výšce 548 metrů v severním Izraeli, v Dolní Galileji.
Má podobu východozápadně orientovaného masivu, který tvoří izolovanou vyvýšeninu obklopenou údolím Bejt Netofa na severu a Bik'at Tur'an na jižní straně. Obě údolí propojuje podél západního okraje hory vádí Nachal Jiftach'el. Pouze na východní straně navazuje zvlněný terén, který pak stoupá k sousední hoře Har Nimra. Jen menší část svahů je zalesněná, převážně na východní a severní straně. Z jižního úbočí stéká vádí Nachal Tur'an. Hora je turisticky využívána (na vrcholu postavil Židovský národní fond vyhlídkovou plošinu), zároveň je silně osídlena. Vrcholové partie zaujímají dvě nově zřízené židovské vesnice Micpe Netofa a Bejt Rimon, na úpatí hory sídlí izraelští Arabové. Zejména je to město Tur'an na jižním úbočí a Bu'ejne-Nudžejdat na severní straně.